# Varanus panoptes
Varanus panoptes (лат.) — крупная ящерица из семейства варанов, обитающая на севере Австралии и на юге Новой Гвинеи.
Общая длина достигает 1,4—1,6 м, масса — до 7 кг. Наблюдается половой диморфизм — самцы крупнее самок, их обычная длина составляет около 1—1,2 м, а масса 1,5, реже 2 кг, в то время как средние самки в длину достигают около 90 см а вес — около 1 кг. Хвост в 1,4 раза длиннее туловища. Очень похож на варана Гульда, поэтому оба вида часто путают. Тело покрыто поперечными рядами жёлтых пятен, а полосы на хвосте иногда доходят до его кончика. Окраска тела желтоватого цвета с коричневым оттенком. Горло бледное, покрыто чёрными точками. Голова и туловище стройные, сильно сжатые с боков. У Аргусова варана хорошее обоняние и слух.
Любит песчаные полупустыни и пустыни. Прячется в норах, которые довольно ловко роет. Большую часть жизни проводит на земле, хотя может лазать по деревьям и плавать. Подвижная ящерица. Оппортунистический хищник, питается рыбой, крабами, птицами, мелкими млекопитающими, насекомыми, змеями и ящерицами, в том числе мелкими варанами и меньшими представителями своего вида.
Яйцекладущая ящерица. Самка в январе-феврале откладывает в нору 6—14 яиц. Молодые ящерицы длиной 12—13 см вылупляются в июле.